# Comuna Konavle, Dubrovnik-Neretva
Konavle este o comună în cantonul Dubrovnik-Neretva, Croația, având o populație de 8.577 de locuitori (2011).

## Demografie
Componența etnică a comunei Konavle
     Croați (97,09%)
     Necunoscut (0,14%)
     Neclasificat (2,15%)
Componența confesională a comunei Konavle
     Catolici (95,95%)
     Necunoscută (0,99%)
     Alte religii (3,04%)
Conform recensământului din 2011, comuna Konavle avea 8.577 de locuitori. Din punct de vedere etnic, majoritatea locuitorilor (97,09%) erau croați. Apartenența etnică nu este cunoscută în cazul a 0,14% din locuitori. Din punct de vedere confesional, majoritatea locuitorilor (95,95%) erau catolici. Pentru 0,99% din locuitori nu este cunoscută apartenența confesională.